# Parabola del fico sterile

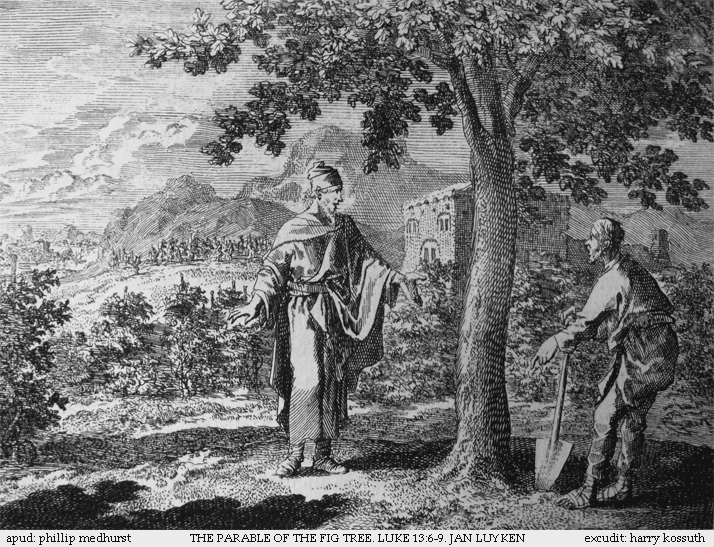
Il fico sterile, disegno di Jan Luyken per la Bibbia Bowyer.

La parabola del fico sterile (da non confondere con la parabola del fico che germoglia) è una parabola di Gesù che si trova nel vangelo di Luca (13,6-9). Essa parla di una pianta di fico che non produce frutti.

## Narrazione
La parabola cita testualmente:
(Luca 13,6–9, CEI)

## Interpretazione
I padri della chiesa e successivamente tutta la chiesa cattolica hanno interpretato questa parabola come un avviso di Gesù ai cristiani, i quali si devono impegnare a produrre frutti con la loro conversione e con le loro opere o rischiano di essere condannati all'inferno. Dio, nella sua infinita misericordia, ripetutamente chiede ai credenti di portare i loro frutti con la memoria del loro battesimo. Se qualcuno che è stato battezzato non da frutto alla parola di Cristo, egli è condannato. Questi versetti vennero ampiamente utilizzati dalla controriforma per supportare la chiesa nella propria credenza di essere nel giusto condannando gli "eretici" protestanti.
Nella parabola, il proprietario della pianta è generalmente inteso come Dio Padre, il quale si aspetta che le sue piante diano il frutto per cui sono state seminate. Il giardiniere è Gesù. Le piante di fico erano piante comuni nel mondo mediorientale e difficilmente venivano piantate nei vigneti a causa delle loro radici profonde e delle grandi fronde che avrebbero coperto eccessivamente il raccolto della vite.
La pianta di fico era inoltre un simbolo comune per Israele che anche in riferimento al popolo di Dio può quindi avere un senso nella parabola, come pure esso si può riferire ai cristiani che hanno udito la parola di Cristo attraverso il vangelo. In entrambi i casi, la parabola fa riflettere sul fatto che Gesù ci dona una possibilità di redimerci dal peccato perdonandoci, mostrando la sua grazia ai credenti. "Questi tre anni" logicamente si riferisce al periodo del ministero di Gesù, o semplicemente esso è il periodo in cui un fico è maturo per la produzione di frutti.
Il proprietario è un possidente assente, che si reca in visita al campo una volta all'anno. La legge ebraica, come specificato nel Levitico 19,23-25, proibiva di mangiare i frutti di questa pianta prima del suo terzo anno di vita. Probabilmente l'evangelista Luca trasse questa parabola dalla tradizione ebraica o riprese comunque elementi noti alla cultura israelitica per renderne il significato ancora più familiare al pubblico di lettori.
Per quanto la parabola si trovi nel vangelo di Luca altri due vangeli sinottici riportano un episodio di maledizione del fico.